# Московска митрополија
Московска митрополија (рус. Московская митрополия) митрополија је Руске православне цркве.
Образована је одлуком Светог синода од 13. априла 2021, а налази се у оквиру граница Московске области. У њеном саставу се налази пет епархија: Коломенска, Балашихинска, Одинцовска, Подољска и Сергијевопосадска.

## Историја
До конституисања Московске митрополије постојала је тзв. Московска обласна епархија (рус. Московская областная епархия) као дио Московске епархије под канонском управом патријарашког намјесника са титулом митрополита крутицког и коломенског који је имао права епархијског архијереја.
Према Уставу Руске православне цркве прописано је да се Московска епархија састоји из града Москве и Московске области. Њен епархијски архијереј је био патријарх московски и све Русије и у управљању епархијом помагао му је патријарашки намјесник са титулом митрополита крутицког и коломенског који је имао права епархијског архијереја. Територију Московске епархије којом је управљао патријарашки намјесник је одређивао патријарх.
Управо се под називом „Московска обласна епархија” подразумијевао дио Московске епархије који је патријарх одредио патријарашком намјеснику на управљање (територија Московске области). У црквеној организацији рачунала се као пуноправна епархија која је имала своју Епархијску скупштину и Епархијски савјет (рус. Епархиальное собрание и Епархиальный совет) и своје викарне архијереје.
Одлуком Светог синода Руске православне цркве од 13. априла 2021. године на територији Московске области образована је Московска митрополија која обједињује пет епархија (Коломенску, Балашихинску, Одинцовску, Подољску и Сергијевопосадску). Сходно томе, митрополит крутицки и коломенски је постао патријарашки намјесник Московске митрополије и епархијски архијереј Коломенске епархије. Град Москва се налази ван Московске митрополије и припада Московској епархији под непосредном управом патријарха московског и све Русије.